# Schützenmuseum Trogen
| Schützenmuseum Trogen    | Schützenmuseum Trogen            |
| ------------------------ | -------------------------------- |
| Schützenmuseum Trogen AR |                                  |
| Ort                      | Landsgemeindeplatz 5 9043 Trogen |
| Architekt                | Johannes Grubenmann              |
| Eröffnung                | 2001                             |
| Betreiber                | Verein Schützenmuseum AR         |
| Leitung                  | Ueli Bänziger                    |
| Kurator                  | Gian Studer                      |
| Website                  | museumtrogen.ch                  |
| Öffnungszeiten           | auf Anfrage                      |

Das Schützenmuseum befindet sich in Trogen im Schweizer Kanton Appenzell Ausserrhoden. Es dokumentiert und archiviert die 400-jährige Geschichte des Schiesswesens im Appenzellerland.

## Geschichte
Mit der Übergabe des Präsidiums des Kantonalschützenvereins Appenzell Ausserrhoden KSV-AR von Hansueli Wälte an Ueli Bänziger 1994 fielen so viele Unterlagen an, dass die Schaffung eines Archivs ins Auge gefasst werden musste. Eine Arbeitsgruppe erstellte ein Konzept und übernahm die Planung und Koordination. 1997 stimmte der Regierungsrat zu, dass ein Museum im Dachstock des Zellweger’schen Doppelpalasts am Landsgemeindeplatz 5 in Trogen eingerichtet wurde. Dank Spenden konnten die Räume von den Vereinsmitgliedern um- und ausgebaut werden. Die Eröffnung des Museums erfolgte 2001 zum 175-Jahr-Jubiläum des Kantonalschützenvereins. 2002 wurde es aus dem Kantonalschützenverein ausgegliedert, für das Museum wurde ein eigener Verein gegründet.
Ein Höhepunkt in der Geschichte des Schützenmuseums war die Restaurierung bzw. Konservierung des Offizierszelts der Grenadierkompanie Trogen von ca. 1770. Das barocke Zelt war 2014 bei der Auflösung der Schützengesellschaft Trogen auf dem Dachboden des Schützenhauses gefunden worden. Aufgrund historischer Gutachten und Materialanalysen von Stoff und Farben wurde es auf frühestens 1745 datiert. Die fachkundige Restaurierung/Konservierung wurde von der Gemeinde Trogen, dem Kanton Appenzell Ausserrhoden, Stiftungen und Privatpersonen unterstützt. Ausserdem wurde eine Zeltkopie hergestellt, die zu besonderen Festivitäten aufgestellt werden kann. Das Originalzelt und die Zeltkopie inklusive Inventar wurden 2019 der Gemeinde Trogen übergeben.

## Gebäude
Das Schützenmuseum befindet sich am Landsgemeindeplatz Nr. 5 in Trogen im Dachgeschoss der nordöstlichen Hälfte des Zellweger’schen Doppelpalasts. Dieser wurde 1747 für den Landammann und Kaufherrn Johannes Zellweger-Sulser wahrscheinlich von Johannes Grubenmann erbaut. Der südwestliche Anbau Nr. 6 wurde in den Jahren 1787 bis 1789 errichtet. Im Zuge des Anbaus wurde Nr. 5 von drei auf vier Geschosse erhöht und das Mansardgiebeldach durch ein Walmdach ersetzt. Der Doppelpalast ist ein kubischer, verputzter Steinbau mit regelmässigen Fensterachsen. Die Portale sind mit geschweiften Sandsteingewänden hervorgehoben und tragen Giebel mit Kartuschen. Das Haus Nr. 5 befindet sich seit 1963 im Eigentum des Kantons Appenzell Ausserrhoden. In den einstigen Wohngeschossen sind das Strassenverkehrsamt, das Amt für Kultur und die Pro Senectute untergebracht, unter dem Dach das Schützenmuseum.

## Sammlung
Das Museum sammelt Unterlagen, Objekte und Medien, die das historische und zeitgenössische Schiesswesen im Kanton Appenzell Ausserrhoden dokumentieren. Es archiviert Dokumente von aktiven und aufgelösten Schützensektionen.

### Dauerausstellung

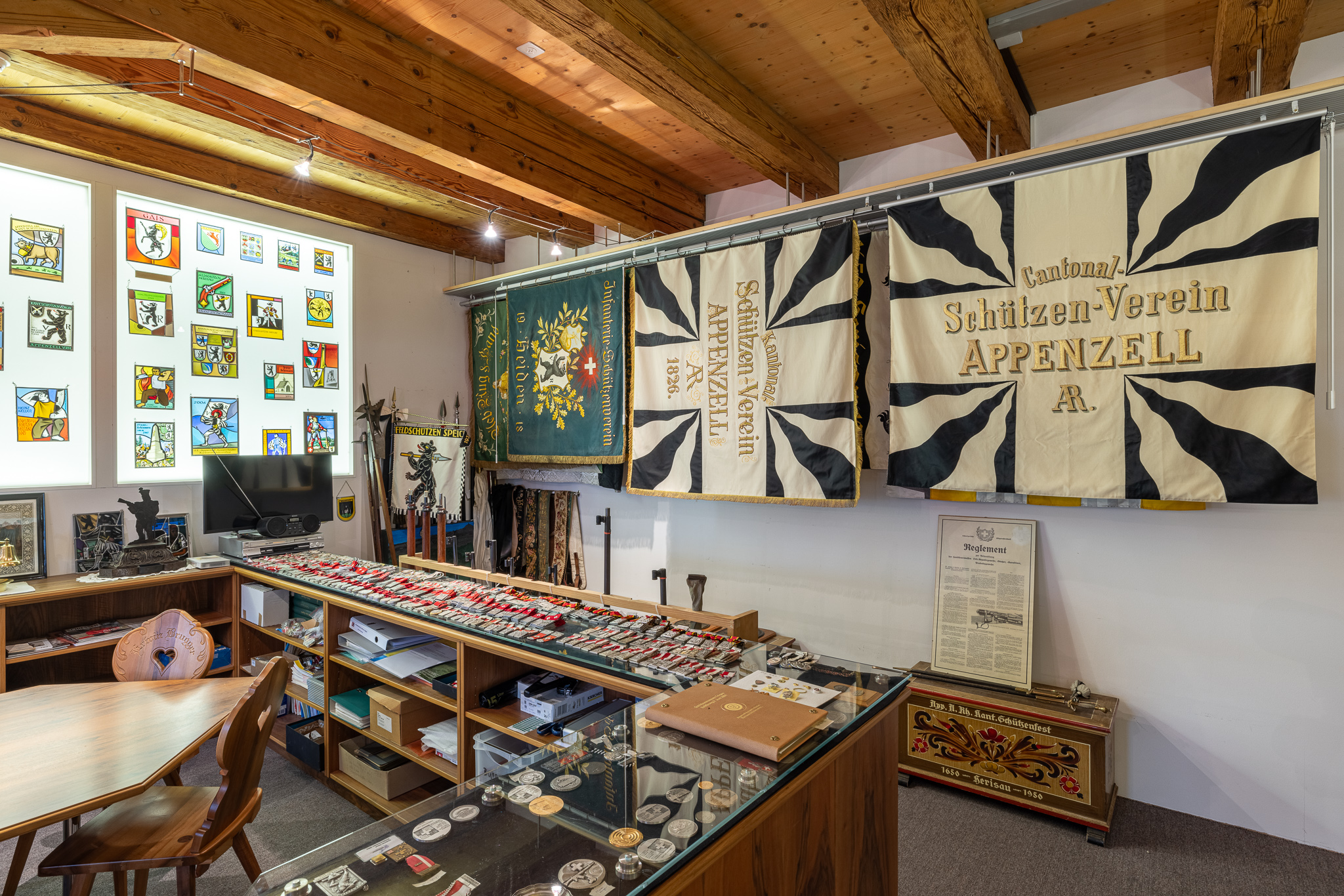
In der Mitte die Gründerfahne des Kantonalschützenvereins

Das Museum stellt die Gründerfahne des Kantonalschützenvereins von 1826 sowie mehr als dreissig weitere Fahnen von Schützenvereinen aus. Viele von ihnen sind aufwendig mit Stickereien von heraldischen Motiven mit Seiden- und sogar Goldfäden auf Damast gearbeitet. Auch die Tragegurte für die Fahnen sind teilweise bestickt und mit Widmungen versehen.
In den Vitrinen im Zentrum des Raums ist für jede Sektion des Kantonalschützenverbands ein Regalbrett reserviert. Sie präsentieren besondere Pokale, Ehrengaben, Medaillen, Wappenscheiben und musikalische Kompositionen zu besonderen Festen. Sie zeigen auch die Kunstfertigkeit verschiedenster Berufe wie Zinngiesser, Weissküfer, Metallstecher, Sticker, Gold- und Silberschmied. Einzelne Vitrinen sind bedeutenden Schützen aus dem Kanton gewidmet und enthalten neben Auszeichnungen auch Persönliches wie etwa ein Dienstbüchlein oder eine Schiessbrille.
Die Waffensammlung zeigt die Entwicklung des Gewehrs vom Vorderlader mit Steinschloss von 1780 über die Repetiergewehre bis hin zu den aktuellen Sturmgewehren und Sportwaffen. Die Ausstellung veranschaulicht damit auch die Geschichte der Handfeuerwaffen. Alte Armbrüste liegen neben modernen Sportgeräten, und es gibt historische Pistolen mit kunstvollen Silber- und Goldintarsien. Die Sammlung an Sport- und Militärpistolen sowie Revolvern ist klein, zeigt aber die Entwicklung im Schweizer Schiesssport auf. Eine appenzellische Besonderheit sind die Zimmerschützen, die mit ihren speziellen Gewehren auf 10 Meter Distanz schiessen. Die Waffensammlung wird ergänzt von einer Munitionssammlung und Zubehör wie Pulverhorn, Ersatzteilen oder Dioptersystemen.
Ein Exponat ist das Grenadier-Offizierszelt von 1770. Es diente den Trogener Grenadier-Offizieren als Aufenthalts- und Essraum. Das Dach ist aus Leinenstoff, der aussen im barocken Stil bemalt ist mit Wappen und Emblemen, Grenadieren und Kanonen. Die Motive sind teilweise noch gut zu erkennen, die ausgebleichten Stellen wurden nicht ergänzt, sondern im Zustand von 2014 konserviert. Das Zubehör zum Zelt ist vollständig erhalten: Der Mast, Seile, Zeltspitze, Seitenwände, Heringe und Spanner sind original. Ebenfalls erhalten ist die Möblierung mit Tischen und Bänken, angepasst an das Rund des Zelts.

### Wechselausstellungen
Jeweils zum Museumstag im Frühsommer werden einige Exponate zu einer thematischen Ausstellung gruppiert.

## Bilder

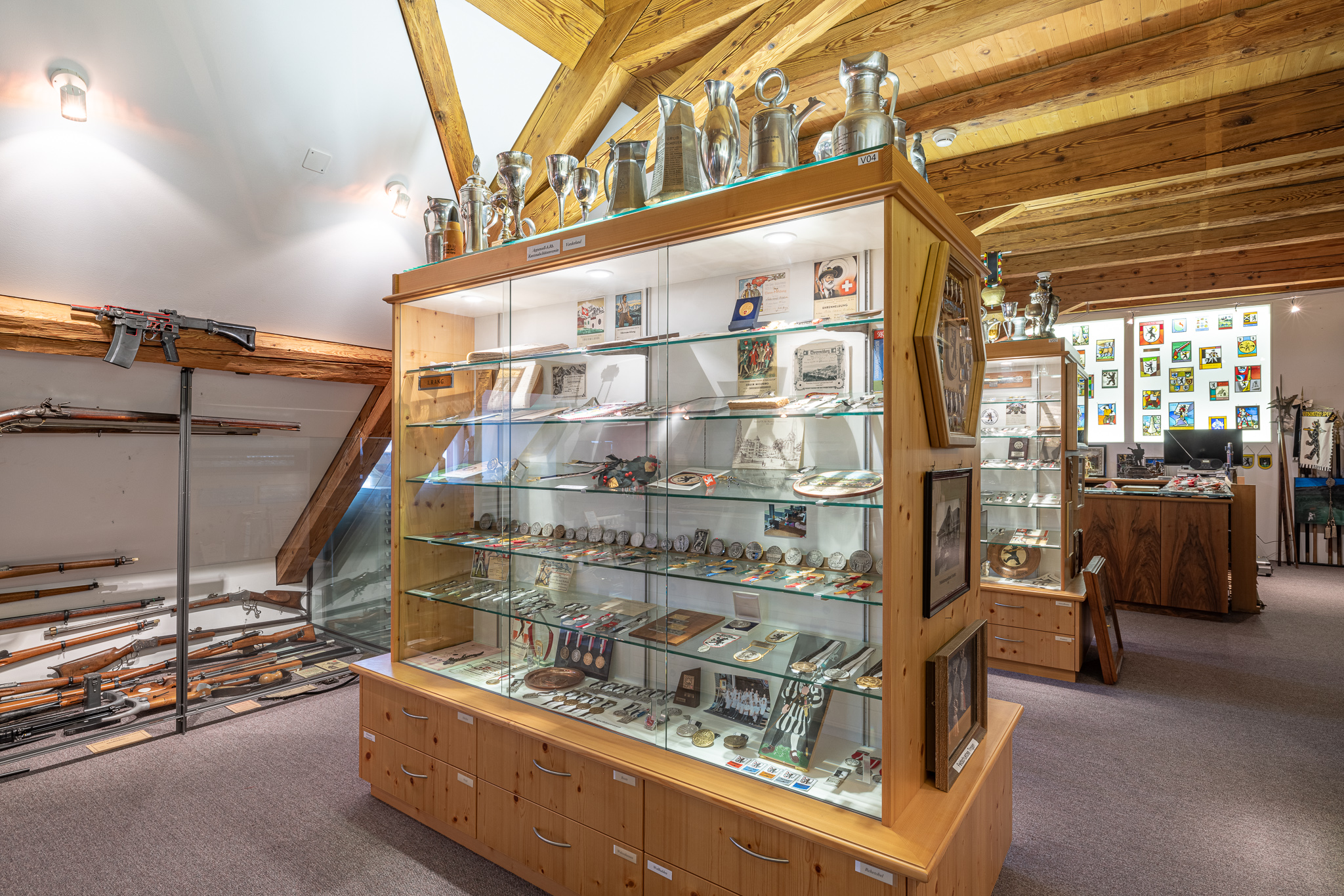
Vitrine der Sektionen des Kantonalschützenvereins aus dem Vorderland
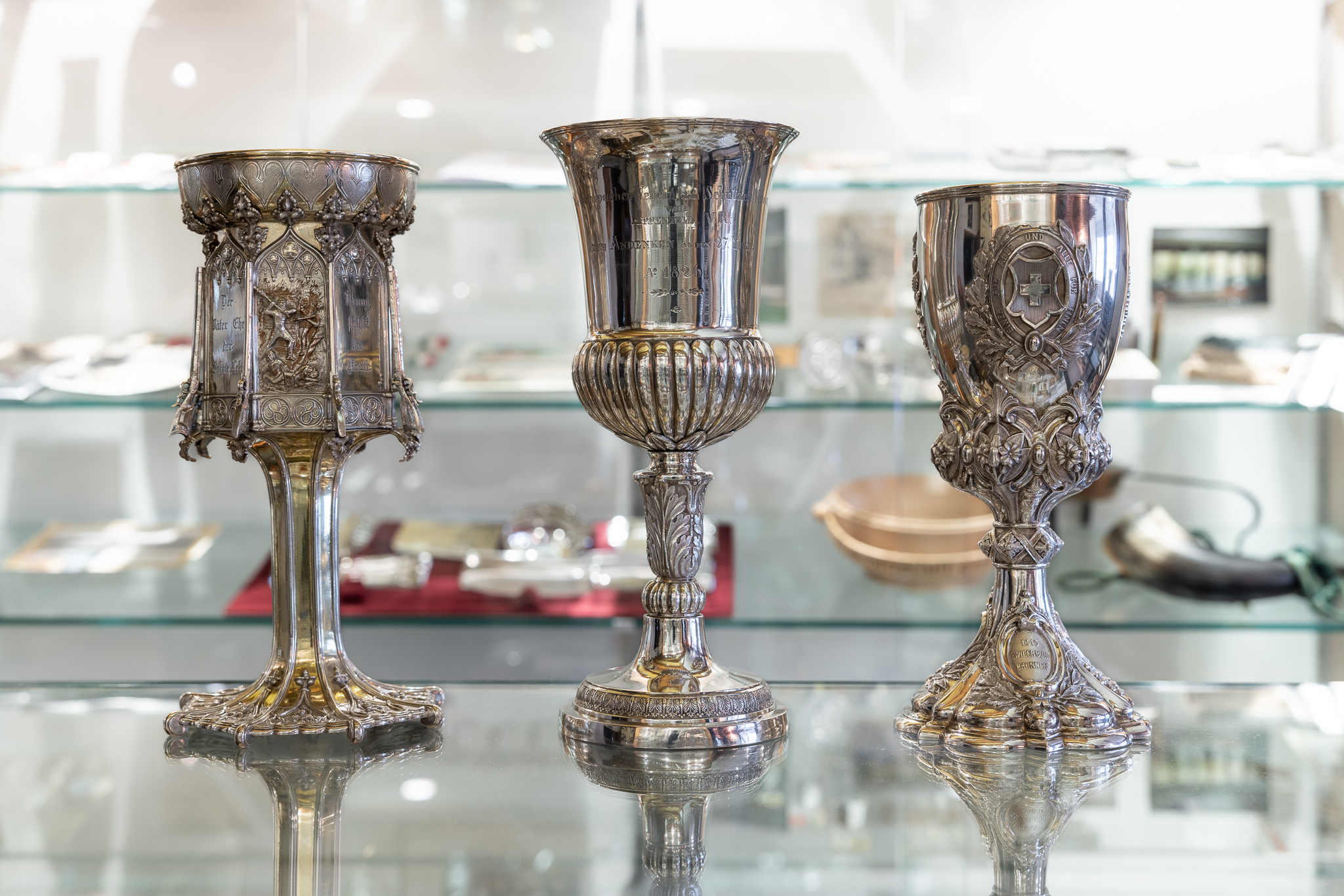
Drei Pokale von 1851, 1827 und 1876
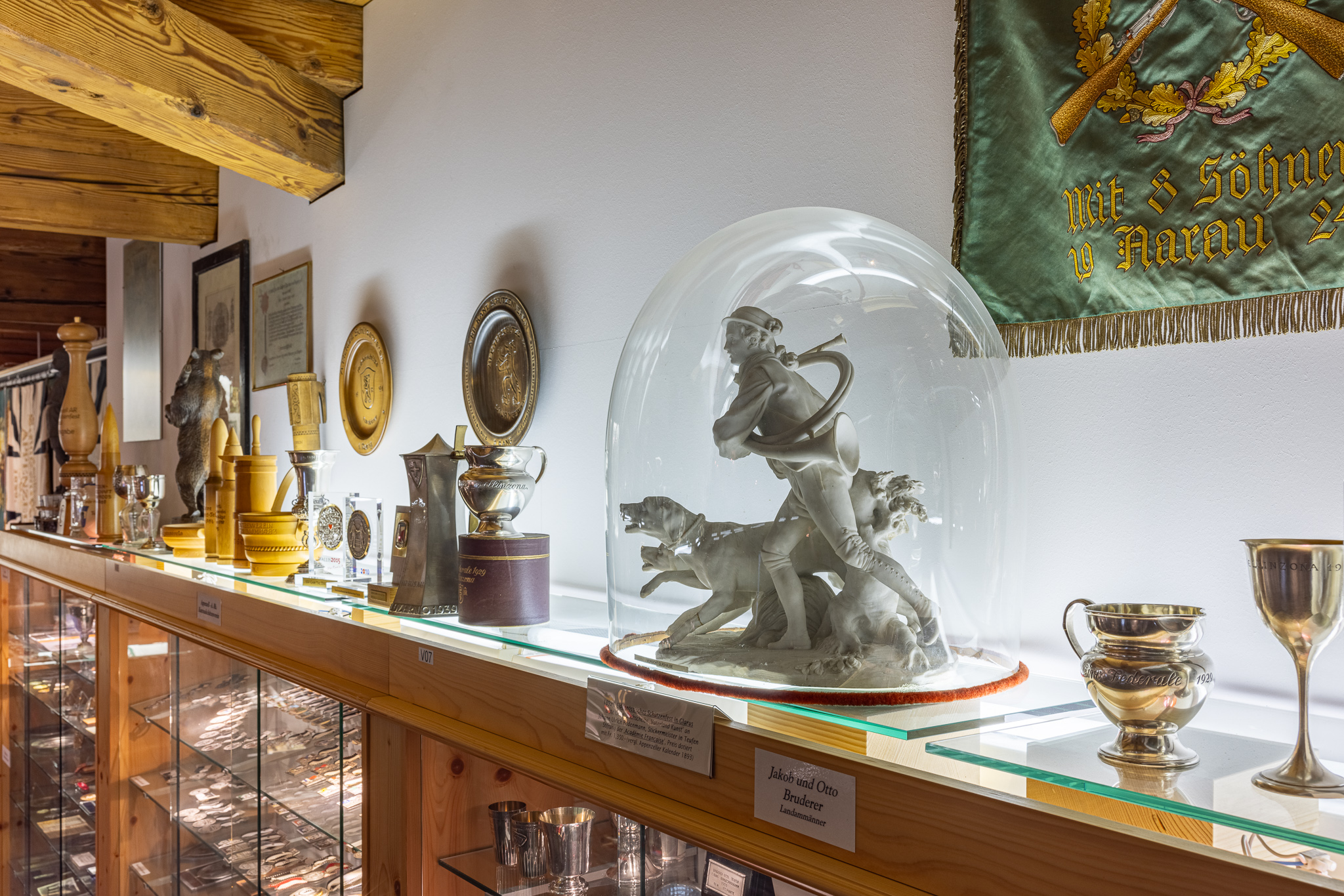
Erste Gabe am Eidgenössischen Schützenfest in Glarus, 1892
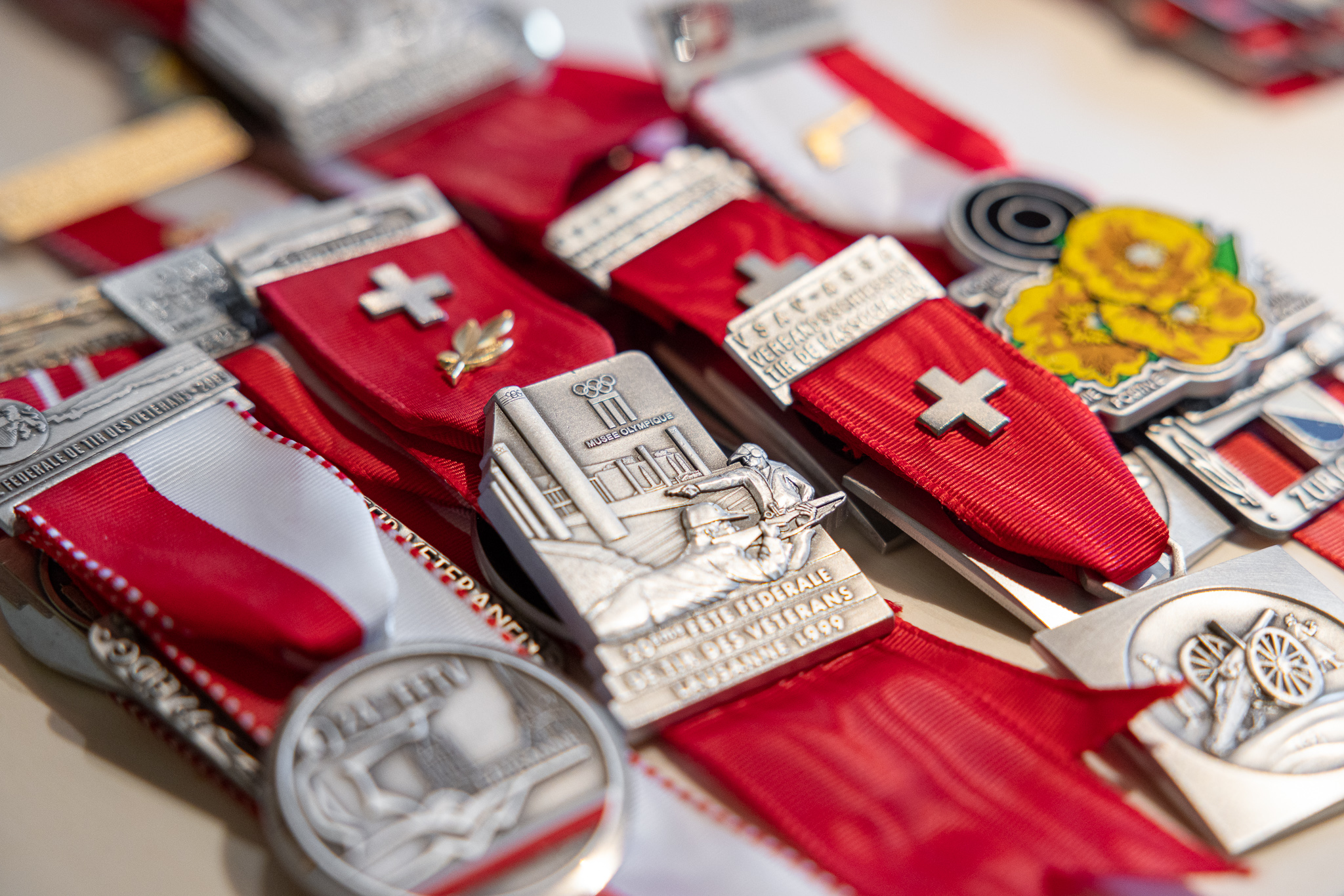
Das Museum besitzt eine umfangreiche Sammlung von Medaillen
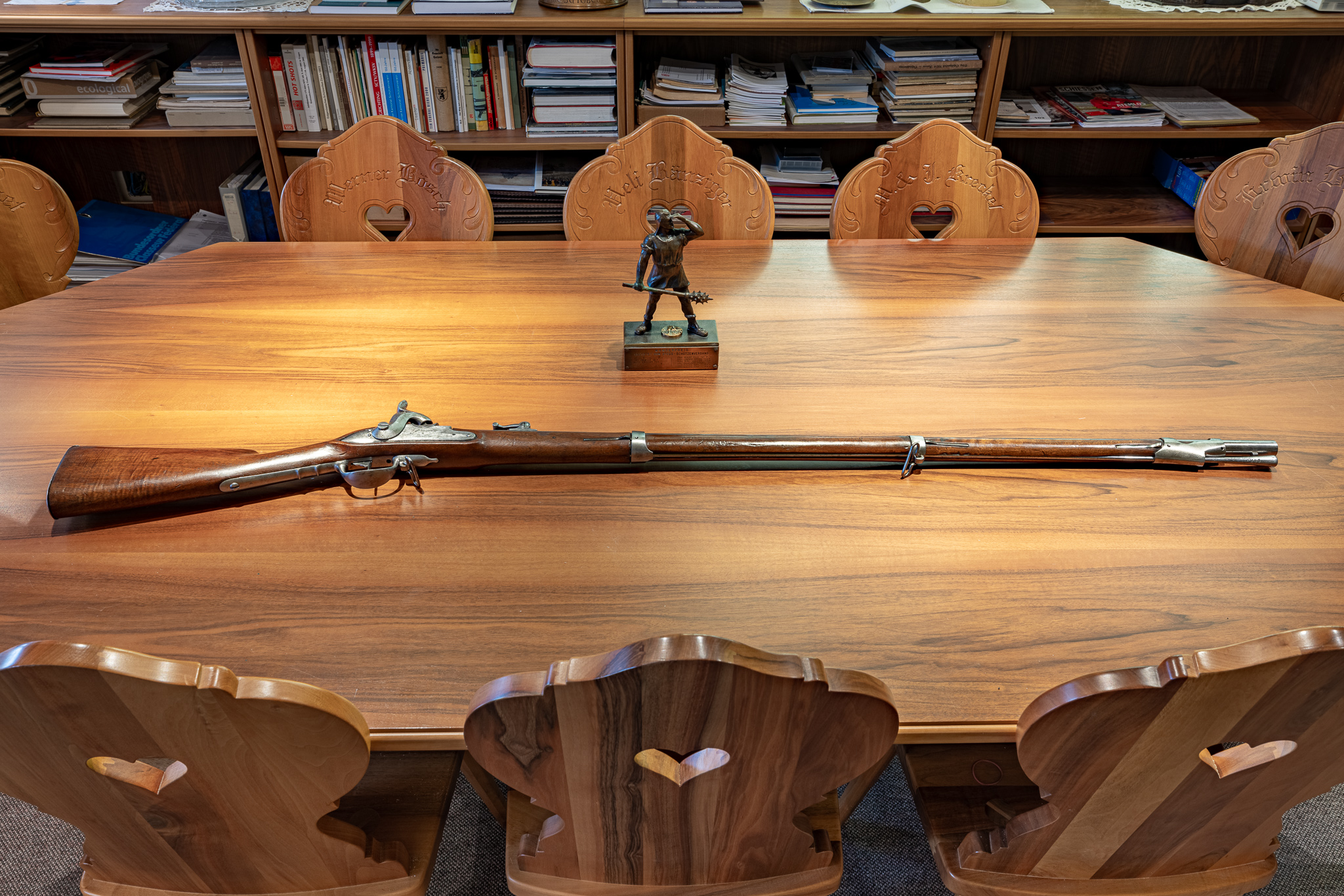
Infanterie-Gewehr der Armee des Kantons Appenzell Ausserrhoden von 1816

## Trägerschaft
Das Museum wird vom Verein Schützenmuseum AR getragen. Er bezweckt die Pflege und Erhaltung des appenzell-ausserrhodischen Schützengutes, die Aufarbeitung der geschichtlichen Entwicklung des Schiesswesens im Kanton Appenzell Ausserrhoden, die Führung und Gestaltung des Schützenmuseums und die Verwaltung und Archivierung von Schützengütern, insbesondere von aufgelösten Vereinen. Der Verein organisiert Reisen in andere Museen und zu Werkstätten von Handwerkern im Zusammenhang mit dem Schiesswesen.